# Rockarbëresh
Rockarbëresh è il primo album ufficiale del gruppo Peppa Marriti Band, pubblicato nel 2005. L'album è stato registrato da Matteo De Leo presso lo Studio Nostrano Records a Tarsia (CS), mixato da Alessandro Castriota presso lo Studio Castriota a Marzocca (AN) e pubblicato su etichetta Radio Epiro.

## Tracce
1. E para – 4:26
2. Ohj Manu Chao! – 3:27
3. Një Petrìt – 2:37
4. Ruajta – 5:02
5. Shkò mbë shpi baby – 3:25
6. Vjershët – 4:36
7. Nat-Dit – 3:34
8. Vaite – 3:02
9. Shahàli – 3:01
10. Rrini mirë se jam e vemi – 2:48